# Тімур Вермеш
Тіму́р Ве́рмеш (Timur Vermes; 1967, Нюрнберг) — німецький журналіст, письменник та перекладач.

## Життєпис
Тімур Вермеш народився 1967 року в Нюрнберзі, ФРН. Його батько виїхав з Угорщини після Угорської революції 1956 року. Вивчав історію та політику в Ерлангені. Відтоді пише для бульварних газет, таких як мюнхенська «Абендцайтунг» (Abendzeitung) та кельнський «Експрес» (Express), а також для різних журналів.
2007 року він почав працювати «прихованим автором» (автором, чиє ім'я не вказується на обкладинці), зокрема написав книгу для прибиральників місць злочинів під назвою «Що лишається після смерті?» (нім. Was vom Tode ubrig bleibt).
2012 року опублікував свій роман «Він знову тут», за сюжетом якого Адольф Гітлер несподівано для себе прокидається 2011 року в Берліні в доброму здоров'ї та згодом знову здобуває популярність завдяки різноманітним телевізійним шоу. Після презентації на Франкфуртському книжковому ярмарку сатиричний роман сягнув першої позиції у рейтингу бестселерів журналу «Шпіґель». Аудіокнига, начитана Христофом Марією Гербст, також потрапила на вершину рейтингу. Із вересня 2012 року роман придбали понад 1,4 мільйонів разів (станом на липень 2015) та переклали на 41 мову. У грудні 2013 стало відомо, що планується екранізація роману у копродукції Constantin Film та Mythos Film. Фільм вийшов у жовтні 2015 року.

## Публікації
Романи
- 2010 — Munchen fur Verliebte, Societats-Verlag, Frankfurt, ISBN 978-3-7973-1189-4
- 2012 — Er ist wieder da, Eichborn Verlag, Koln, ISBN 978-3-8479-0517-2

Аудіокниги
- 2012 — Er ist wieder da, Lubbe Audio Koln, 6 CDs, 411 хв., читає Христоф Марія Гербст, ISBN 978-3-7857-4741-4

Переклади німецькою
- David Duchovny. Heilige Kuh. Wilhelm Heyne Verlag, Munchen 2015; ISBN 978-3-453-26989-7